# Elogio di Lacaille
L′Elogio di Lacaille (Éloge de l'abbé de Lacaille) è un'opera elogiativo-biografica dell'astronomo e letterato francese Jean Sylvain Bailly, che celebra la memoria del suo maestro, l'astronomo Nicolas-Louis de Lacaille.

## Elaborazione dell'opera
L′Éloge de l'abbé de Lacaille fu scritto certamente dopo il 1763, perché Bailly fa riferimento al precedente elogio, sempre dedicato a Lacaille, dall'astronomo e segretario perpetuo dell'Académie des sciences Jean-Paul Grandjean de Fouchy che fu letto quell'anno di fronte all'accademia. Il testo di Bailly fu comunque pubblicato per la prima volta nel 1770.
Tra gli éloges dello stesso periodo (tra cui quello dedicato a Leibniz, quello a Carlo V e quello a Molière) fu certamente il testo più ben scritto, anche perché era il più profondamente sentito. Questo testo vuole infatti essere l'omaggio di Bailly al proprio maestro, a colui che per primo lo aveva indirizzato alla disciplina astronomica.
Quest'opera non è un lavoro accademico, perché – diversamente dagli altri éloges che Bailly scrisse nello stesso periodo – non fu presentato in nessuna competizione per un prix d'eloquence, ma è, secondo lo storico Edwin Burrows Smith, «un atto quasi di pietà filiale». Ed è per questo motivo che l'apprezzamento che Bailly dimostra nei confronti di Lacaille e che emerge nel testo, colpisce il lettore come il più accurato e il più sincero tra i suoi primi scritti.

## Contenuto
Questo elogio altro non è che l'omaggio dell'apprendista al maestro, dello studente all'insegnante. Scrive infatti Bailly che: «è alla bontà del signor de Lacaille che devo le mie prime conoscenze sull'astronomia; quindi mi sono permesso di lodare il mio maestro».

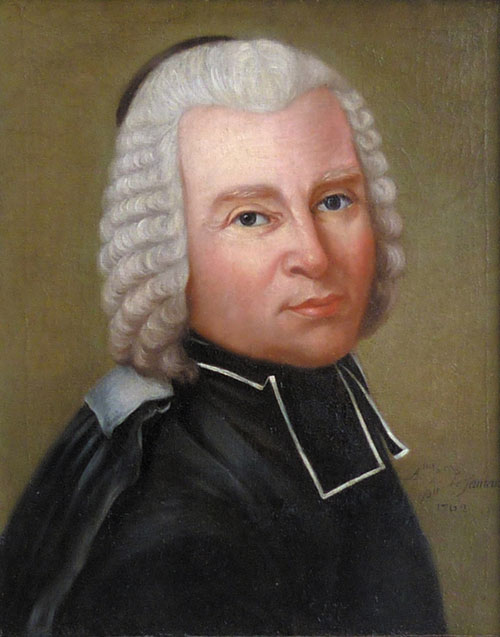
Nicolas-Louis de Lacaille

Nicolas-Louis de Lacaille (1713-1762) fu un insigne astronomo francese membro dell'Académie des sciences (a partire dal 1741). Era stato lui, ad esempio, ad essere incaricato della verifica della determinazione del meridiano di Parigi. Lacaille fu mandato dal governo francese al Capo di Buona Speranza, all'Ile de France e all'isola di Riunione per l'osservazione delle stelle nell'emisfero meridionale.
Bailly, dopo aver tracciato in dettaglio numerose attività di Lacaille, passa in rassegna alcune delle sue più sorprendenti deduzioni (che sono ancora oggi oggetto di vivo interesse per l'astronomia moderna), ovvero:
- lo schiacciamento della terra: le sue misure del grado al 33° Sud completarono il lavoro di Maupertuis in Lapponia e di La Condamine all'equatore;
- la variazione latitudinale della rifrazione atmosferica: Bailly scrive che «Lacaille trovò che le rifrazioni fossero più piccole di un quarantesimo al Capo di Buona Speranza rispetto che a Parigi»;
- il movimento delle stelle fisse: Lacaille comparò le osservazioni di La Hire del 1680 con le sue del 1750 e dedusse un moto generale dovuto allo stesso fenomeno che era già stato osservato per Sirio, Aldebaran, e Arturo.

Bailly dipinge il ritratto intimo di un «gentile, saggio, e diligente» astronomo che aveva ispirato in lui rispetto e affetto.
Sebbene nei precedenti éloges avesse scritto, intelligentemente, di economia, storia, politica, metafisica e critica teatrale, in questo caso Bailly si permette di scrivere con «zelo e animazione» del soggetto che era più vicino a lui: l'astronomia. È chiaro infatti dall′Eloge de Lacaille che Bailly non aveva, almeno in quel momento, nessun idea di abbandonare gli studi astronomici diretti.
L'astronomo è, per Bailly, un interprete della natura, una sorta di «gran sacerdote delle forze cosmiche». Il suo "noviziato" è lungo e impegnativo; le sue "meditazioni" richiedono solitudine e una severa disciplina; ma la soddisfazione di aver contribuito all'incremento della conoscenza ripaga oltre il dovuto i sacrifici coinvolti.
(Bailly nell′Éloge de l'abbé de Lacaille.)
Possiamo vedere in questo passaggio i precetti che l'insegnante Lacaille aveva stabilito per il suo pupillo. Si potrebbe dire che finché Bailly fu attivo in campo astronomico, Lacaille rimase il suo modello. Inoltre Bailly non si permette di fare, umilmente, alcun riferimento al ruolo che ha giocato nella riduzione delle osservazioni di Lacaille all'interno delle Ephérmérides pubblicate postume.